# Sporophila schistacea
El semillero pizarroso (Sporophila schistacea), también denominado espiguero pizarroso (en Nicaragua, Perú, Panamá, Costa Rica y Ecuador), espiguero o semillero apizarrado (en México y Venezuela), espiguero o semillero pizarra (en Colombia), es una especie de ave paseriforme de la familia Thraupidae perteneciente al numeroso género Sporophila. Es nativo de América Central y del norte y oeste de América del Sur. 

## Distribución y hábitat
Se distribuye de forma muy fragmentada, desde el extremo sudoriental de México (donde es rara y de origen incierto), por ;la vertiente caribeña de Belice, Guatemala (donde también es incierta) hasta Honduras y Nicaragua por ambas vertientes (la del Pacífico inclusive) de Costa Rica y Panamá; en la pendiente del Pacífico del oeste de Colombia y Ecuador; en una extensa área amazónica del este de Perú, norte de Bolivia y oeste de Brasil y en diversos locales aislados de Ecuador, Colombia, Perú, Venezuela, Trinidad y Tobago, Guyana, Surinam, Guayana Francesa, y oriente de la Amazonia brasileña.
Esta especie es considerada rara a poco común y local, en sus hábitats naturales: los bordes de selvas húmedas y  montanas, crecimientos secundarios y algunas veces en claros adyacentes, mayormente por debajo de los 1500 metro de altitud. Es preferentemente arborícola y su presencia a veces está asociada a la florescencia de los bambuzales, cuando puede ser temporariamente más numerosa. Raramente ocurre con otras Sporophilas.

## Sistemática

### Descripción original
La especie S. schistacea fue descrita por primera vez por el ornitólogo estadounidense George Newbold Lawrence en 1862 bajo el nombre científico Spermophila schistacea; su localidad tipo es: «Lion Hill, Zona del Canal, Panamá.».

### Etimología
El nombre genérico femenino Sporophila es una combinación de las palabras del griego «sporos»: semilla, y  «philos»: amante; y el nombre de la especie «schistacea» proviene del latín  «schistaceus» que significade ‘de color pizarra’.

### Taxonomía
Los datos presentados por los amplios estudios filogenéticos recientes demostraron que la presente especie es hermana de Sporophila falcirostris y el par formado por ambas es próximo de un  clado integrado por S. plumbea  y S. albogularis + S. collaris.

### Subespecies
Según la clasificación del Congreso Ornitológico Internacional (IOC) se reconocen tres subespecies, con su correspondiente distribución geográfica:
- Sporophila schistacea schistacea (Lawrence), 1862 – desde Belice al norte de Colombia.
- Sporophila schistacea incerta Riley, 1914 – pendiene del Pacífico de los Andes de Colombia hasta Ecuador (Pichincha).
- Sporophila schistacea longipennis Chubb, 1921 – del este de Colombia al este hasta Venezuela, las Guayanas, norte de Brasil, al sur hasta el noroeste de Bolivia.

La subespecie descrita S. schistacea subconcolor Berlioz, 1959 (del norte de América Central) es considerada sinónimo de la nominal por el IOC y listada como válida por Clements Checklist/eBird v.2019